# Gene Anthony Ray
Eugene „Gene“ Anthony Ray (* 24. Mai 1962 in Harlem, New York City; † 14. November 2003 in New York City) war ein US-amerikanischer Schauspieler, Tänzer und Choreograf.

## Leben
Gene Anthony Ray wuchs in New York auf. Dort besuchte er die High School of Performing Arts und die Julia Richman High School. Im Jahr 1980 spielte er die Rolle des Leroy Johnson im Spielfilm Fame – Der Weg zum Ruhm. Zwischen 1982 und 1987 spielte er diese Rolle auch in der gleichnamigen Fernsehserie Fame – Der Weg zum Ruhm. Danach trat er noch in einigen Filmen als Schauspieler und Tänzer auf.
Gene Anthony Ray starb am 14. November 2003 an einem Schlaganfall. Er hatte sich mit dem HI-Virus infiziert.

## Filmografie
- 1980: Fame – Der Weg zum Ruhm – Leroy Johnson
- 1981: Vendredi ou la vie sauvage – Friday
- 1982 bis 1987: Fame – Der Weg zum Ruhm – Leroy Johnson
- 1995: Out of Sync – Crash
- 1996: Eddie – Tänzer und Mitarbeit bei der Choreografie
- 1997: Drew Carey Show – Tänzer
- 2002: Austin Powers in Goldständer – Tänzer (ungenannt)